# Johannes Nicolaus Brønsted
Johannes Nicolaus Brønsted (Varde, 22 febbraio 1879 – Copenaghen, 17 dicembre 1947) è stato un chimico danese.
Nel 1923 formulò, indipendentemente da Thomas Martin Lowry, quella che sarebbe divenuta nota come teoria acido-base di Brønsted-Lowry.
Da lui prende inoltre nome l’effetto Brønsted, che spiega l'influenza della forza ionica sulla velocità di reazione.